# Gentianella saposhnikovii
Gentianella saposhnikovii là một loài thực vật có hoa trong họ Long đởm. Loài này được (Pachom.) Czerep. mô tả khoa học đầu tiên năm 1995.